# Темуанська мова
Темуанська мова — мова темуанів, одного з корінних народів (оранг-аслі) Півострівної Малайзії.
Окремі села темуанів розташовані серед малайського етнічного масиву в штатах Селангор, Неґері-Сембілан, а також Паганґ, Джохор і Малакка.
Чисельність народу 22 700 осіб (2008, JHEOA).
Темуанська мова може розглядатися як один із бічних, так званих протомалайських, діалектів малайської мови (zlm). Проект Етнолог включає її до складу малайської макромови (msa).
Цікаво, що темуанська мова стоїть ближче до стандартної малайської, ніж розмовний діалект, яким говорять їх сусіди-малайці в Неґері-Сембілані. Останні є нащадками мінангкабау, мігрантів із Західної Суматри, які переселилися сюди кілька століть тому й принесли власну мінангкабавську мову, яка також є близькою до малайської.
Темуанська мова має діалекти бідуанда, беланда, берембун, ментера, темуан, удай.
Тривалий час темуанська мова перебувала в інтенсивному контакті з малайською. Велика кількість малайських запозичень, які містить темуанська, заважає точно визначити родинні зв'язки між цими двома спорідненими мовами. Були виявлені певні систематичні відповідності в темуанській та малайській мовах. Так, зокрема, малайському /r/ зазвичай відповідає темуанський /ʔ/ (гортанна змичка), але іноді трапляється /r/ і в темуанських словах.
Крім малайської лексики, темуанський словник містить слова, що мають австроазійське походження.
Власної писемності темуанська мова не має, але є темуансько-англо-малайський словник, складений 1999 року, та 2,5-годинний автентичний аудіозапис темуанської легенди. Словник містить близько 3200 записів, транскрибованих нестандартною фонетичною абеткою.
Радіо Малайзії розпочало мовлення мовами оранг-аслі 1959 року. Зараз трансляція, в тому числі й темуанською мовою, ведеться на каналі Asyik FM щодня з 8 ранку до 10 вечора. Канал також доступний через Інтернет (http://asyikfm.rtm.gov.my/).
Деякі темуанські слова: akuk — я, mui — мати, ninuk — дідусь, genui — бабуся, muyang — прадід або прабаба, geik — старший дядько, mamak — молодший дядько, tahak — старша тітка, inak — молодша тітка, tan — юнак, dae — дівчина, uwang — люди, pokok — дерево, umput — трава, ketit — гриб, degoh — свиня, imau — тигр, bo'ong — птах, ikan — риба, bengak — комаха.